# Quirl (Küchengerät)

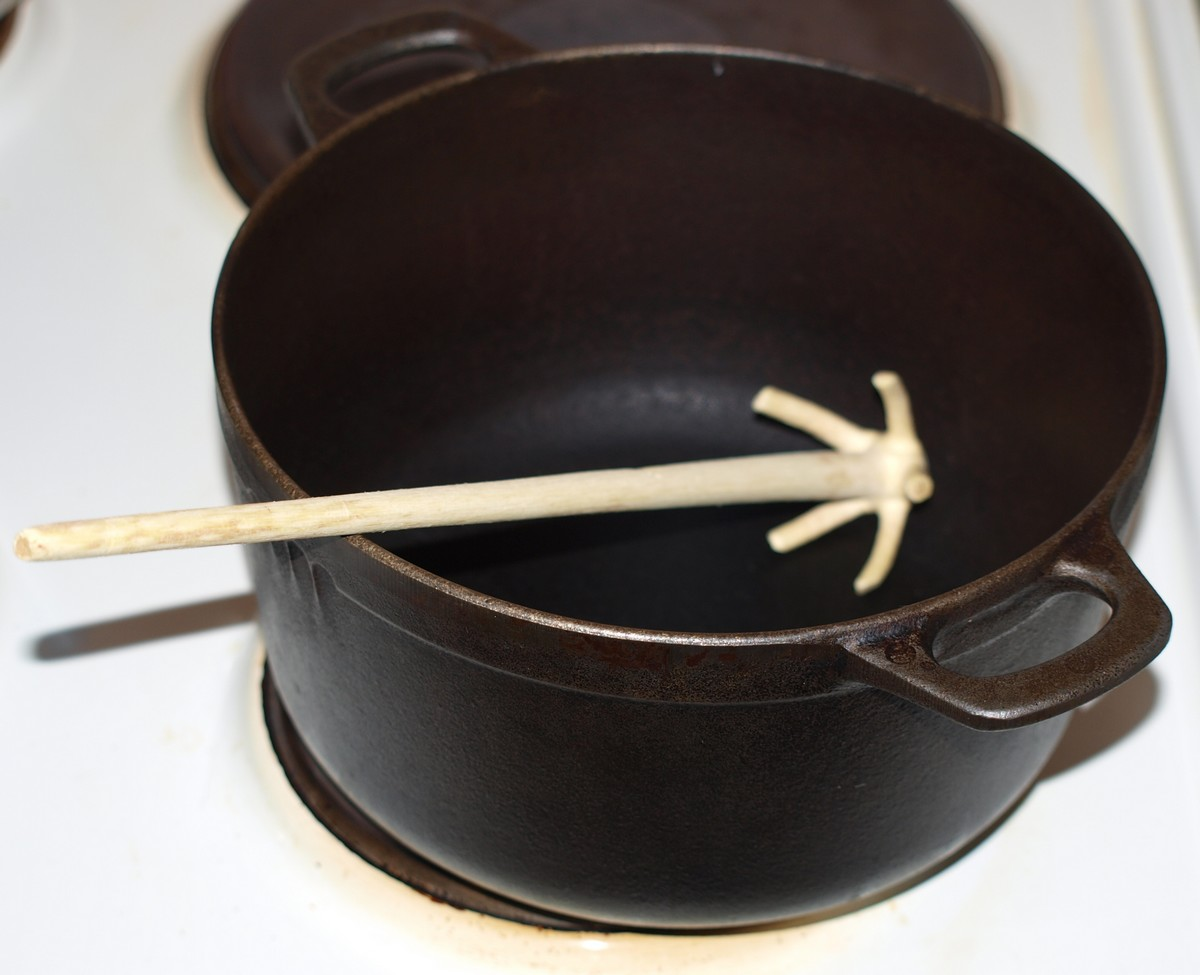
Geschälter Astquirl als Küchengerät

Ein Quirl, auch Sprudel oder Sprudler genannt ist ein Küchengerät zum Bearbeiten von Teig oder zum Aufschlagen oder Vermengen von Flüssigkeiten.
Früher wurde ein Quirl oder Rührstock häufig aus einem geschälten Stück Holz einer jungen Tanne oder Fichte, einem Astquirl, hergestellt. Heute gibt es neben Quirlen aus – meist gefrästem – Holz auch solche Geräte aus Kunststoff oder mit Draht- oder Kunststoffkopf.

## Geschichte
Bereits die Kelten benutzen diese Art von Quirlen. Bei Grabungen der Siedlung Liptovská Mara II. der Früh- und Mittellatènezeit wurden Holzquirle in der Slowakei gefunden.
Seit mindestens dem 9. Jahrhundert sind Holz-Schneebesen(Tvare) in Skandinavien bekannt. Das Wort Tvare bedeutet „Mischen“, obwohl sie auch zum Pürieren sowie zum Rühren von Brei und Eintopf verwendet wurden.

## Verwendung
Beim Quirlen werden Flüssigkeiten mit Zutaten verwirbelt und gut durchmischt. Lockere Speisen werden zerkleinert und sämig gemacht. Klümpchenbildung, wie sie zum Beispiel beim Rühren mit einem Löffel entsteht, kann dabei weitgehend vermieden werden. Die Konsistenz der fertigen Speise hängt von der Art der Zutaten und der Geschwindigkeit des Quirlens ab.
Zum Erzeugen einer Drehbewegung des unten liegenden Kopfes wird der Stab des Quirls zwischen den gestreckten Handflächen gehalten und diese möglichst schnell relativ zueinander vor und zurück bewegt.
Weil Holz ein schlechter Wärmeleiter ist, kann man Quirle auch zum Rühren heißer Speisen verwenden.
Außer zum Mischen von Flüssigkeiten verwendet man Quirle auch zum Herstellen von Teigen, zum Beispiel für Kuchen oder für Klöße.

## Funktionsweise
Manche Quirle weisen am Kopf eine kugelige Ausformung oder einen kleinen axialen Fortsatz auf, der unten an der Gefäßwand aufstehen kann, das Gewicht des Quirls trägt, die Rotationsachse zu stabilisieren hilft und dazu führt, dass der Quirl nahe dem Gefäßboden wirkt.
Die Rotation des Quirls bewirkt zweierlei:
- Die Mitnahme des Gemenges über Scherspannung und die Viskosität der Flüssigkeit, sichtbar an der graduellen Rotation mehr oder weniger großer Teile des Gefäßinhalts im Drehsinn des Quirls.
- Sowie über radiale Fliehkraft – vermittelt durch Massenträgheit – einen Transport der Mischung in der Tiefe des Quirls nach außen hin zum Zylindermantel des Gefäßes, an dieser Gefäßwandung hoch und an der Oberfläche wieder zurück hin zur Quirlachse. Diese toroidale Strömung ist von Rotation überlagert, hält von der Gefäßwandung durch Viskosität etwas Abstand und ist an der Flüssigkeitsoberfläche (an Partikeln) erkennbar an der Rückströmung zur Quirlachse und eventuell einer gewissen Senkung des Flüssigkeitsspiegels ganz nahe am Quirlstab. Ähnlich funktionieren Kreiselpumpe und Radialverdichter.

Gut geformte Quirle können alleine durch – langsames – Drehen im scharfen Wasserstrahl gereinigt werden, bevor das Quirlgut eintrocknet. Kinder lieben es mitunter süßen Teig von einem Quirl unter Mithilfe von Fingern abzuschlecken.

## Rührgerät, Mixer
Meist kommen heute elektrisch betriebene Rührgeräte zum Einsatz. Vorzugsweise Handrührgeräte, auch als Handmixer bezeichnet, mit zwei abnehmbaren Quirlen (Rührbesen), aber auch z. B. Küchenmaschinen. Bei Standmixern und Pürierstäben übernehmen rotierende Messer das Verquirlen der Flüssigkeiten. Diese dienen neben dem reinen Mischen auch der Zerkleinerung (Pürieren), wenn Drehzahl und Leistung der Geräte dazu ausreichen. Zu Pürierstäben gibt es außerdem Quirle bzw. Rührbesen als aufsteckbare Zubehörteile. Die meisten dieser Küchengeräte besitzen Metallquirle.

## Beispiele

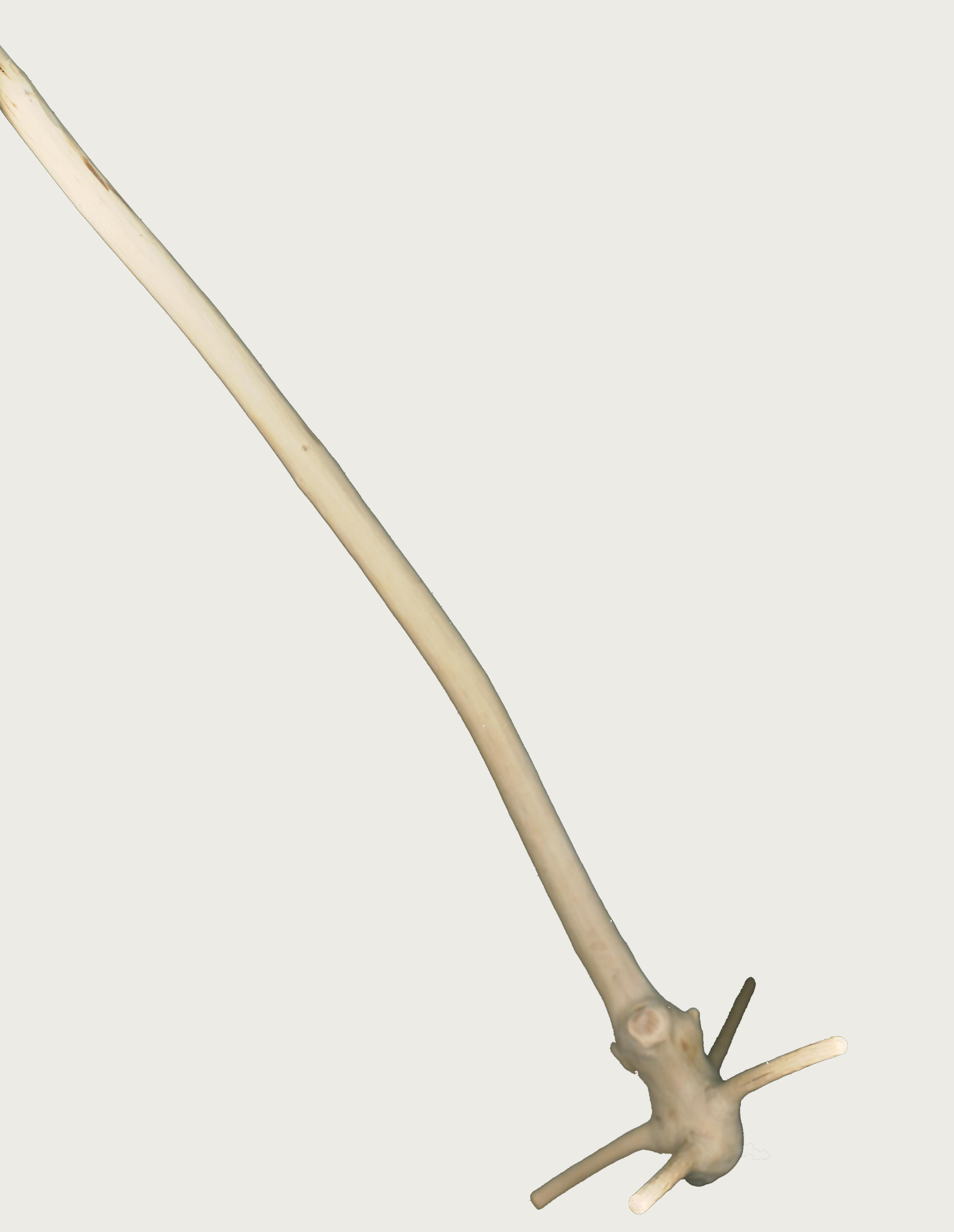
Astquirl
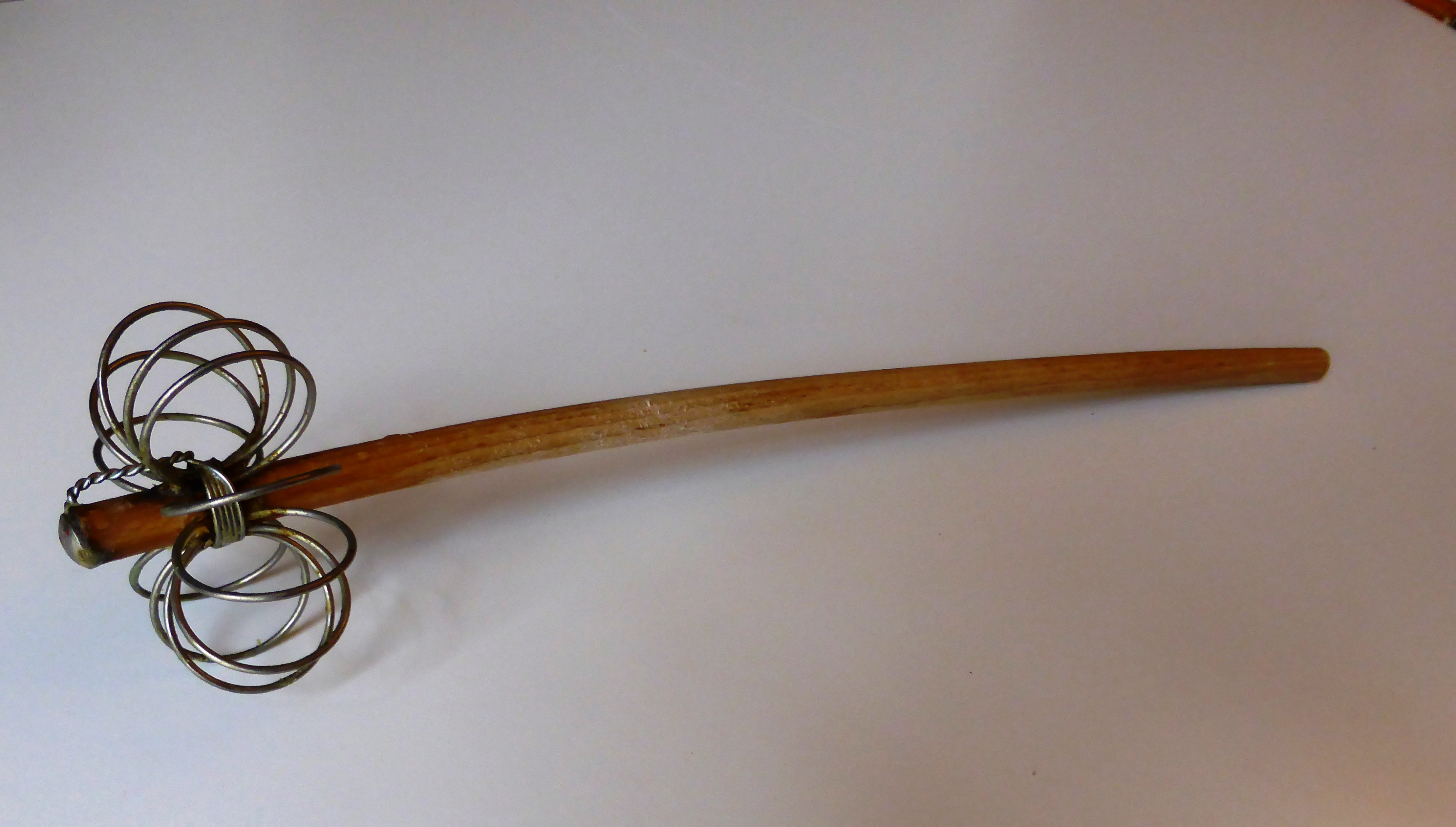
Salzburger Drahtquirl
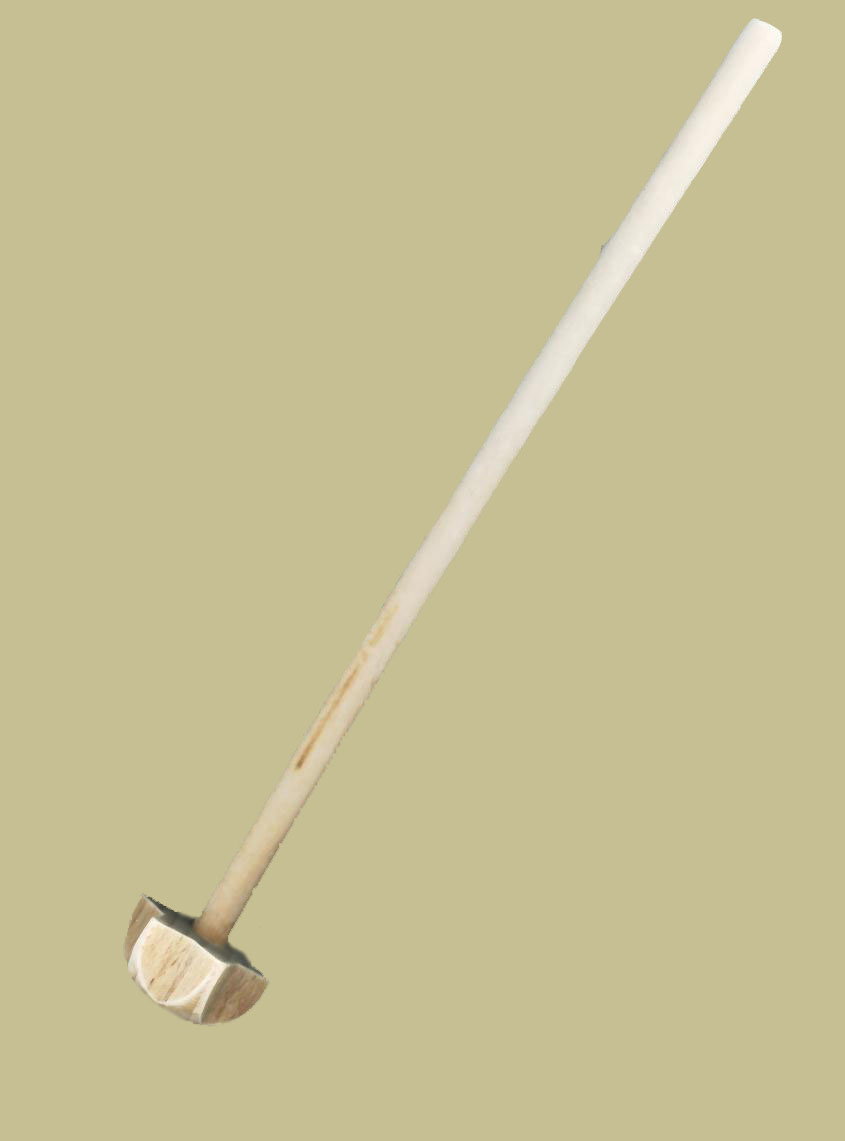
Holzquirl
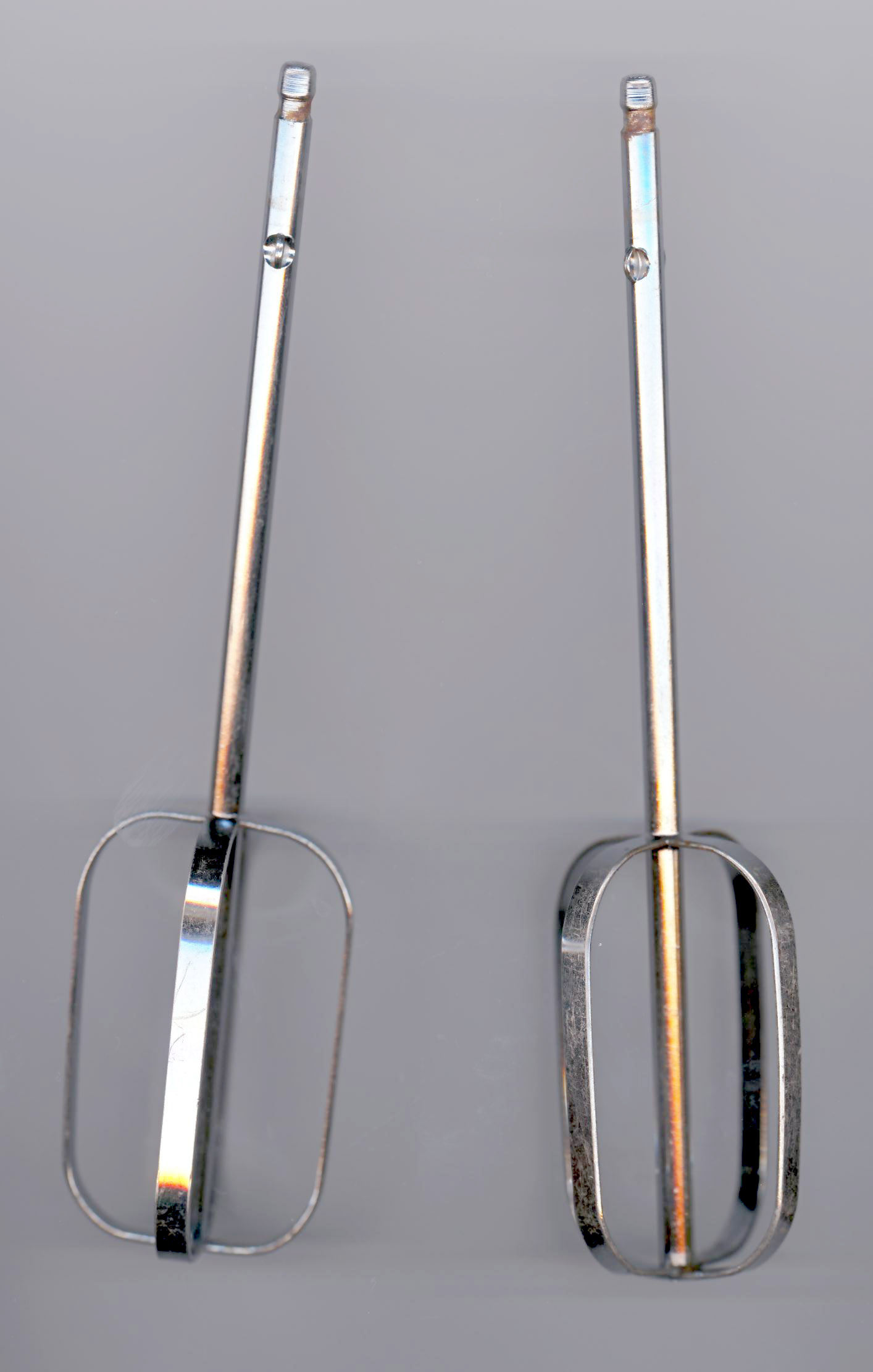
Metallquirle aus einem Handrührgerät
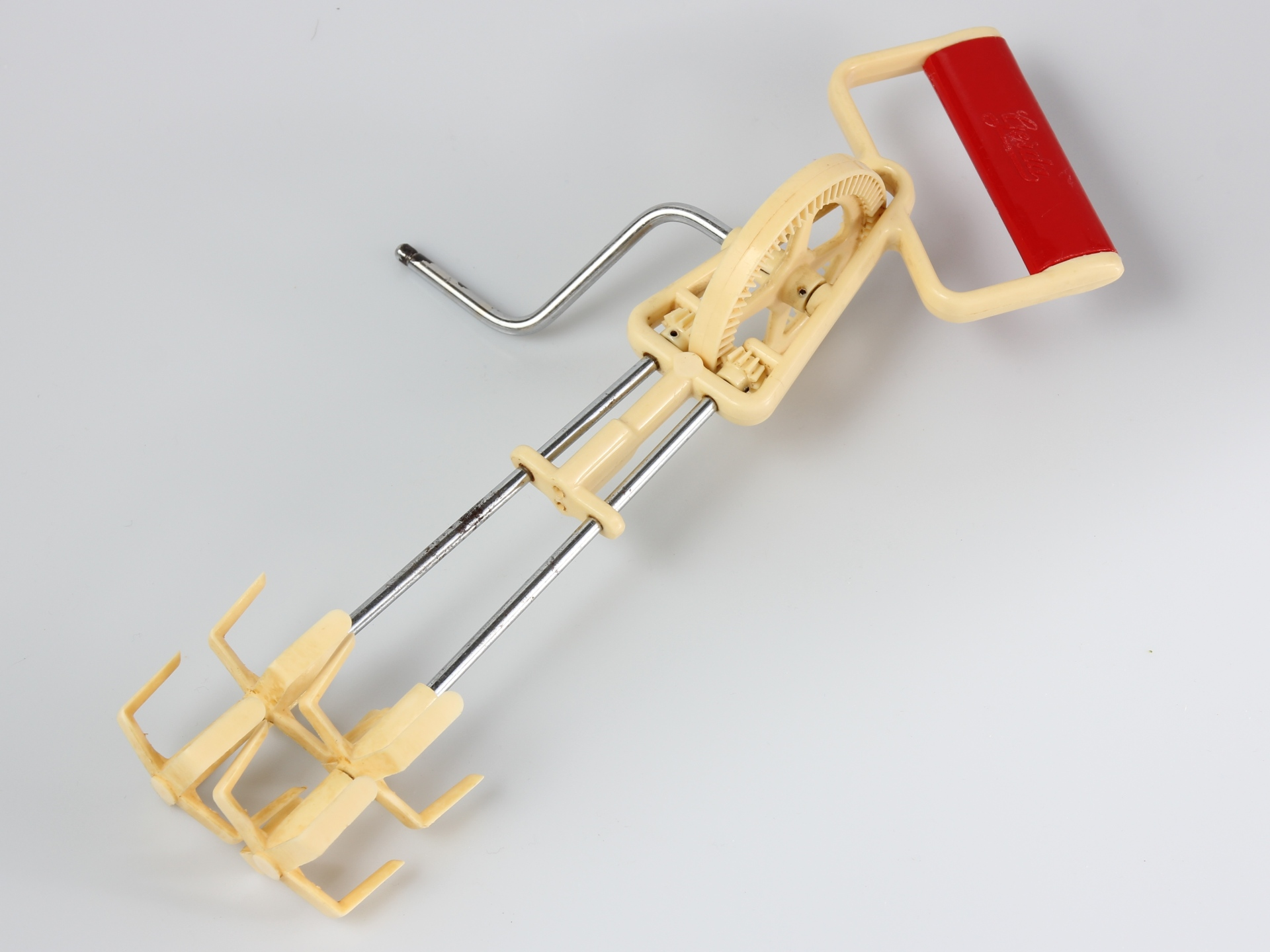
Plastik-Handquirl (1959)
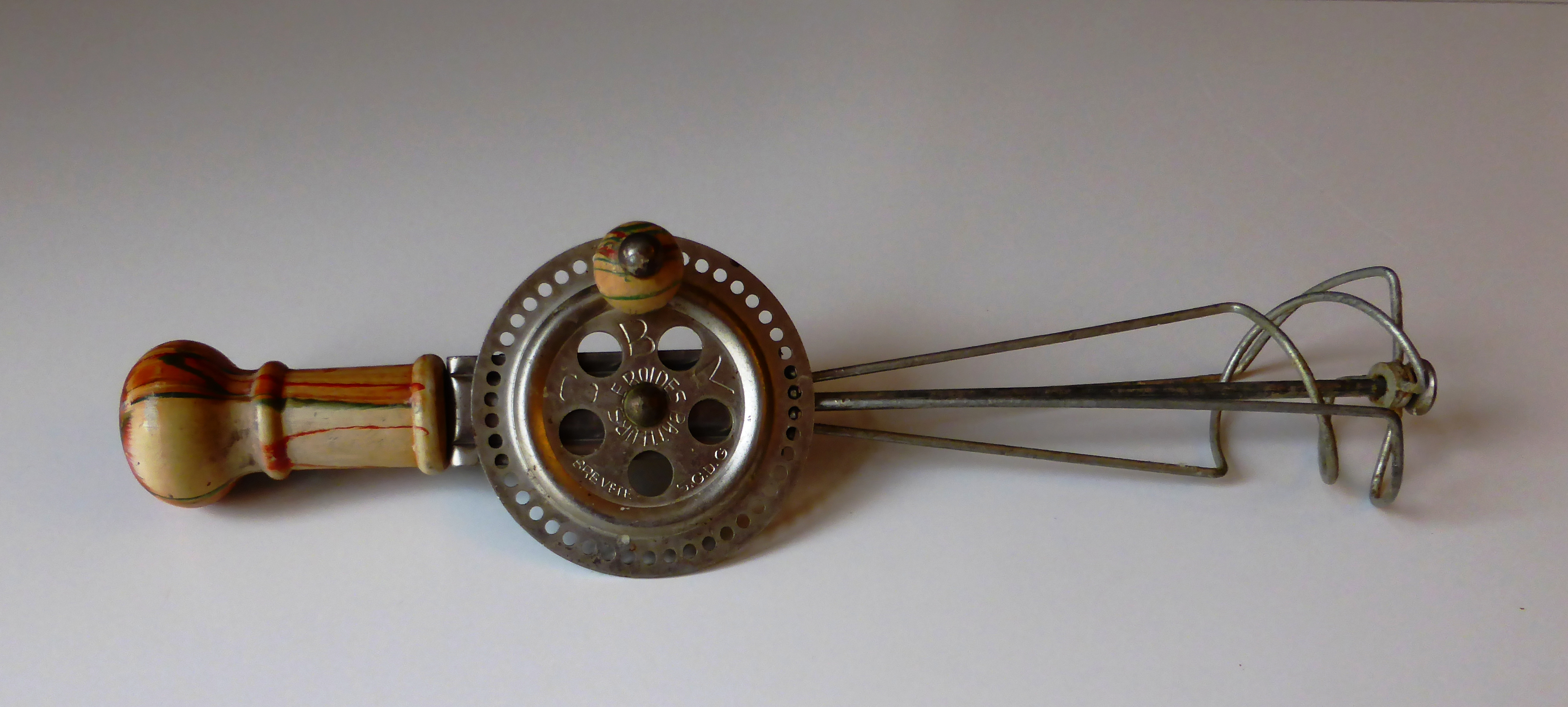
Französischer Handquirl